# Svarthättad lori
Svarthättad lori (Lorius lory) är en fågel i familjen östpapegojor inom ordningen papegojfåglar.

## Utseende och läte
Svarthättad lori är en röd papegoja med svart hätta, mossgröna vingar och en mörk, kort stjärt. Näbben är röd med mörkt område kring näsborrarna. I flykten syns röda, gula och svarta strimmor på undersidan av vingen. Ungfågeln har brun näbb och blåfärgade vingundersidor. De flesta svarthättade lorier uppvisar ett mörkt halsband, liksom utbrett med svartblå teckningar på underwidan, olikt lika arten purpurbukig lori. Fåglar i bergstrakter på sydcentrala Nya Guinea saknar dock kragen och teckningarna på undersidan. Den skiljs då från purpurbukig lori på det mörka området på näbben samt unika lätet, ett gällt två eller tre-tonigt skri.

## Utbredning och systematik
Svarthättad lori förekommer på Nya Guinea med kringliggande öar. Den delas in i sju underarter med följande utbredning:
- Lorius lory lory – Västpapua och Vogelkophalvön (västra Nya Guinea)
- Lorius lory  cyanauchen – Biak (norra Nya Guinea)
- Lorius lory  jobiensis – Yapen och Mios Num (norra Nya Guinea)
- Lorius lory  viridicrissalis – norra Nya Guinea (Humboldt Bay, Mamberamo River)
- Lorius lory  salvadorii – nordöstra Nya Guinea (Aitapeområdet, Astrolabe Bay)
- Lorius lory  erythrothorax – södra och östra Nya Guinea
- Lorius lory  somu - Papua Nya Guinea (Fly River, Purari River)

## Levnadssätt
Svarthättad lori hittas i savann, skogsbryn och skogsområden i låglänta områden och förberg. Där ses den vanligen i grupper.

## Status och hot
Arten har ett stort utbredningsområde, men tros minska i antal, dock inte tillräckligt kraftigt för att den ska betraktas som hotad. Internationella naturvårdsunionen IUCN listar arten som livskraftig (LC).